# Воєводська дорога 105 (Польща)
Воєводська дорога 105 (DW105) — воєводська дороги класу G (між Свежно та Грифиці) та класу Z (від Грифиці до Жешніково)  у північній частині воєводства. Західнопоморський, довжиною 40,3 км, з'єднує Свєжно з Кельпіном і Чартковом  Проходить через три повіти: Камєнь (ґміна Свєжно), Ґрифіце (ґміна Грифіце та Бройце) та Колобжег (ґміна Римань).

## Міста на маршруті DW105
- Свежно (DW103)
- Стухово
- Залещиці
- Грифиці (DW109, DW110)
- Бройце
- Кельпіно (S6)
- Чартково / Жешниково [a] (DW112 — колишня DK6)